# San Cristóbal Fútbol Club
El San Cristóbal Fútbol Club fou un club dominicà de futbol de la ciutat de San Cristóbal (República Dominicana).
Va desaparèixer el 2014, creant-se un nou club anomenat Atlético San Cristóbal.

## Palmarès
- Campionat de la República Dominicana de futbol: [3]
  - 1993